# Luigi Zuccari
Luigi Zuccari (Milano, 13 settembre 1847 – Calolzio, 24 dicembre 1925) è stato un generale e politico italiano, che aveva partecipato come garibaldino alla terza guerra di indipendenza, entrando successivamente nel Regio Esercito. Divenuto tenente generale partecipò alla stesura della convenzione militare tra Italia, Germania e Austria-Ungheria del 1914. All'atto della mobilitazione generale del 1915 fu nominato comandante della 3ª Armata, per essere destituito misteriosamente quattro giorni prima dell'entrata in guerra del Regno d'Italia.

## Biografia
Nacque a Milano il 13 settembre 1847, figlio di Fermo e Maddalena Manusardi, frequentò il Regio Istituto Tecnico Superiore, poi Politecnico di Milano, dove si laureò in ingegneria, per frequentare successivamente la Scuola d'applicazione per gli ingegneri di Torino. All'età di 18 anni si arruolò volontario nei garibaldini, inquadrato nel 1º Reggimento del Corpo Volontari Italiani di Como. Prese parte alla terza guerra di indipendenza, combattendo durante la battaglia di Monte Suello e durante la presa di Condino. Pur non essendo di nobile o ricca famiglia, al termine della guerra decise di intraprendere la carriera militare, entrando nella Scuola di artiglieria della Venaria Reale. Nel 1873 frequentò la Scuola di guerra di Torino, salendo rapidamente le gerarchie militari: diviene capitano nel 1875, maggiore nel 1885 e colonnello il 12 giugno 1892. Dall'11 febbraio 1890 al 25 ottobre 1895 ricoprì l'incarico di Addetto militare presso l'Ambasciata italiana di Berlino. Durante la sua permanenza in Germania, il 29 settembre 1893 diviene Aiutante di campo onorario di S.M. il Re. Il 19 ottobre 1898 fu elevato al rango di maggiore generale. Nel 1900 partecipò, in qualità di esperto militare, alla Prima Conferenza Internazionale per il disarmo di Hague. Tra il 29 settembre 1900 e il 17 maggio 1906 fu Comandante della Scuola superiore di guerra. Mentre ricopriva tale incarico fu promosso al grado di tenente generale il 19 gennaio 1905. Il 16 ottobre 1913 fu nominato Senatore del Regno, prestando giuramento il 9 dicembre dello stesso anno.

### Il ruolo nella triplice Alleanza
Nell'autunno del 1912 alcuni ufficiali di Stato maggiore italiani, tedeschi e austriaci presero parte agli incontri preliminari per scrivere i dettagli di una nuova convenzione militare da stipularsi tra i tre paesi. Allo stesso tempo il Capo di stato maggiore, generale Alberto Pollio, ottenne il permesso del Re Vittorio Emanuele III, e ai primi del 1914 ricevette anche quello del governo.
Gli incontri ad alto livello iniziarono nel febbraio 1913, ed egli fu designato a rappresentare l'Italia, in quanto proposto come comandante della 3ª Armata e precedente delegato italiano alla conferenza di Hague (1907). Per la Germania partecipò il generale Georg von Waldersee. Mentre i due generali conferivano a Roma, gli ufficiali di stato maggiore dei tre eserciti si incontravano a Vienna per stabilire i dettagli tecnici del movimento delle truppe italiane attraverso l'Austria-Ungheria e la Germania fino in Alsazia. Entro il 18 febbraio furono raggiunti gli accordi preliminari riguardo al dispiegamento di tre corpi d'armata italiani in Germania, sul confine franco-tedesco. I negoziatori stabilirono che i dettagli sarebbero stati completati nel mese di marzo e che nel frattempo egli avrebbe compiuto una visita in Alsazia al fine di ispezionare il terreno delle operazioni. La nuova convenzione militare fu definitivamente firmata l'11 marzo 1914. L'accordo prevedeva il trasferimento della 3ª Armata, composta da due divisioni di cavalleria e tre corpi d'armata, per un totale di circa 150.000 uomini, in Alsazia tra l'ottavo e il ventesimo giorno della mobilitazione, usando ben definite linee ferroviarie italiane, austriache e tedesche. Entro tre giorni dall'arrivo in Alsazia, la 3ª Armata avrebbe iniziato le operazioni belliche in collaborazione con l'esercito tedesco. Nel dicembre 1914 fu aspramente redarguito dal nuovo Capo di stato maggiore del Regio Esercito, generale Luigi Cadorna, perché non ne applicava le direttive. Nel maggio 1915 tra i due avvenne una clamorosa rottura, le cui cause restano tuttora sconosciute.

### Il discusso siluramento
All'atto della mobilitazione generale, in vista dell'entrata in guerra del Regno d'Italia, fu designato ad assumere il comando della 3ª Armata, che aveva il suo Quartier generale a Portogruaro, già schierata sul confine orientale. L'obiettivo primario di tale Armata era raggiungere rapidamente l'Isonzo, oltrepassarlo formando delle teste di ponte, conquistare Monfalcone e le colline circostanti Gorizia, al fine di isolarla. Il 20 maggio 1915, quattro giorni prima dell'entrata in guerra, egli ricevette un telegramma da Cadorna, che ne annunciava la destituzione dal comando della 3ª Armata. Venne rimpiazzato, per un breve periodo, dal generale Vincenzo Garioni, in attesa dell'arrivo al fronte di S.A.R. Emanuele Filiberto di Savoia Duca d'Aosta. La motivazione ufficiale addotta da Cadorna per spiegare la sostituzione del generale fu che egli si era presentato in ritardo, sui tempi di mobilitazione, dalla sede di Firenze al suo Quartier generale, e ciò era intollerabile. Secondo alcune fonti la destituzione fu dovuta al disaccordo tra i due generali in merito alla tattica di guerra da seguire durante le operazioni, mentre secondo altre Cadorna non lo aveva mai perdonato di avergli soffiato il posto di comandante della Scuola di guerra nel settembre 1900. Egli non condivideva la strategia dell'attacco frontale ad ogni costo voluta da Cadorna, che poteva comportare fortissime perdite tra i soldati, ed inoltre era uno dei pochi generali che avevano una conoscenza logistica precisa e dettagliata del teatro di operazioni orientale.
Nel corso del 1916 il Presidente del Consiglio Antonio Salandra volle incontrarlo segretamente a Firenze in vista della probabile sostituzione di Cadorna, ma a causa della caduta del suo governo tale proposito non poté essere portato a termine. Ancora nel corso del 1917, e più volte, il suo nome fu preso in considerazione come sostituto di Cadorna, ed egli ricevette numerosi attestati di solidarietà in Senato. Tra l'11 febbraio e il 21 ottobre 1917 fu Presidente del Tribunale supremo di guerra e marina, e quindi Ispettore generale dei prigionieri di guerra. Nei primi anni dopo la fine del conflitto ricoprì l'incarico di Presidente della Commissione militare interalleata di controllo della Repubblica d'Austria. Fu elevato al rango di Generale di corpo d'armata il 31 dicembre 1923.
Si spense nella sua casa di Calolzio il 24 dicembre 1925, mantenendo sempre il più stretto riserbo sui motivi della sua destituzione. Lasciava la moglie Susanna Von Hoffman e la figlia Maddalena.

### Annotazioni
1. ↑  Tra il 1893 e il 1898 comandò vari reggimenti di fanteria e la Brigata "Basilicata".
2. ↑  Fu Vicepresidente della seconda subcommissione e della Seconda Commissione.
3. ↑  Da essa scaturì la Corte permanente di arbitrato dell'Aia.
4. ↑  Relatore della proposta, convalidata il 5 dicembre 1913, fu il generale Fiorenzo Bava Beccaris
5. ↑  Succeduto al defunto generale Alberto Pollio.
6. ↑  Il testo del telegramma urgente recitava: Spiacente comunicare V.E. che in seguito mia proposta a Sua Maestà V.E. rimane esonerato comando terza armata stop. Prego lasciare tosto comando interinale generale Ruelle recandosi Firenze dove riceverà lettera stop. Firm. Generale Cadorna.
7. ↑  Secondo altre fonti Cadorna avrebbe ordinato a Zuccari di oltrepassare il confine prima della dichiarazione di guerra, al fine di sorprendere gli austro-ungarici, ma Zuccari si sarebbe rifiutato di eseguire l'ordine.
8. ↑  Secondo Cadorna appena dichiarata la guerra bisognava occupare immediatamente il colle di Medea, mentre Zuccari era contrario a compiere tale operazione.
9. ↑  A quell'epoca Cadorna era dato per favorito a sostituire il maggiore generale Alberto Cerruti alla guida della scuola, ma gli fu preferito Zuccari.
10. ↑  Allora in provincia di Bergamo.

### Fonti
1. 1 2 3 4 5 6 7 8 9 10 11 12 13 14 15 16 17  Baio 2010, p. 41.
2. 1 2 3 4 5  Eyffinger 1999, p. 159.
3. 1 2 3 4 5  Alfred A. Novi, Schlieffen's Italian Connection, S&T, n. 207.
4. 1 2 3 4  Montanari 2011, p. 18.
5. 1 2 3  Thompson 2010, p. 75.